# Elbe zwischen Geesthacht und Hamburg
Elbe zwischen Geesthacht und Hamburg este o arie protejată (sit de importanță comunitară — SCI) din Germania întinsă pe o suprafață de 573,41 ha, integral pe uscat.

## Localizare
Centrul sitului Elbe zwischen Geesthacht und Hamburg este situat la coordonatele 53°25′44″N 10°06′19″E / 53.4289°N 10.1053°E.

## Înființare
Situl Elbe zwischen Geesthacht und Hamburg a fost declarat sit de importanță comunitară în ianuarie 2005 pentru a proteja 1 specie de plante și 6 specii de animale.

## Biodiversitate
Situată în ecoregiunea atlantică, aria protejată conține 5 habitate naturale: Râuri cu maluri nămoloase cu vegetație de Chenopodion rubri p.p. și Bidention p.p., Liziere de ierburi înalte hidrofile de câmpie și de nivel montan până la alpin, Fânețe de joasă altitudine (Alopecurus pratensis, Sanguisorba officinalis), Păduri aluvionare cu Alnus glutinosa și Fraxinus excelsior (Alno-Padion, Alnion incanae, Salicion albae), Păduri mixte riverane de Quercus robur, Ulmus laevis și Ulmus minor, Fraxinus excelsior sau Fraxinus angustifolia, de-a lungul marilor râuri (Ulmenion minoris).
La baza desemnării sitului se află mai multe specii protejate:
- plante (1): Oenanthe conioides
- pești (6): Alosa fallax, avat (Aspius aspius), Coregonus oxyrhynchus, Lampetra fluviatilis, Petromyzon marinus, somonul (Salmo salar)

Pe lângă speciile protejate, pe teritoriul sitului au mai fost identificate 1 specie de plante.